# Södra Munksjön
Södra Munksjön är ett omvandlingsområde beläget söder om sjön Munksjön mitt i centrala Jönköping. Områdena kring Munksjön är en betydande resurs i utvecklingen av Jönköping som ett starkt regioncentrum där förtätning av stadens kärna är det huvudsakliga målet. Detta inkluderar en utveckling av tillgången till boende, service, arbetsplatser och kommunikationer. 
Ramprogrammet för Södra Munksjön är en fördjupad översiktsplan som ligger till grund för områdets utformning och utveckling och ger en huvudstruktur inom vilken stadsutvecklingen skall ske. Ramprogrammet antogs av Jönköpings kommunfullmäktige den 29 november 2012. Planförslaget i Ramprogrammet föreslår bland annat en varierad bebyggelse, ett samspel mellan natur och stad, ett hänsynstagande av kulturhistoriska miljöer, bra kommunikation samt god och spännande arkitektur. 
En viktig del i utvecklingen av Södra Munksjön och Jönköping som ett regioncentrum är placeringen av höghastighetsbanorna Götalandsbanan och Europabanan. Målet är att placera höghastighetstationen mitt i den nya stadsdelen med goda kontakter till Jönköpings övriga delar. 

Södra Munksjö-området i korthet:
- 296 hektar, inkl. del av Munksjön
- Boende: 12000-14000 personer, dvs. 6000-8000 bostäder
- Arbetsplatser: totalt 11 500 platser
- Kommersiella ytor: 453 000 m2
- Kommunikationer: Biogasbuss, spårvagn, båtbuss, höghastighetståg

Södra Munksjön Utvecklings AB är helägt av Jönköpings kommun och är det bolag som fått i uppdrag att samordna, utreda och projektera arbete kopplat till byggnation och rivning av fastigheter. Bolaget ska driva planprocessen i sin helhet framåt för att förverkliga det fastställda ramprogrammet för Södra Munksjön.

## Etapper
Stadsomvandling av ett så stort område som det kring Södra Munksjön måste ske successivt i etapper. I dagsläget är området indelat i fem olika etapper, varav den första redan har börjat bebyggas.

### Etapp 1 – Munksjö fabriksområde
- Storlek: 50 hektar, inkl. del av Munksjön
- Boende: 2 000 personer
- Arbetsplatser: 900 platser
- Kommersiella ytor: 35 000 m2

Munksjö fabriksområde, som sträcker sig längs med Munksjöns västra strand, öppnas och utvecklas till en stadsdel i Jönköping – sammanvävd med Söder och Torpa. Detta möjliggörs redan idag genom att de befintliga verksamheterna koncentreras till områdets norra del och att fastigheten söder om Bygatan numer tillhör exploateringsföretaget Tolust. Med en egen stark karaktär från den historiska utvecklingen av bruket blir industriområdet en ny stadsdel och en del av staden. Stadsdelarna Söder och Torpa får i och med omvandlingen en nära kontakt med Munksjön. 

### Etapp 2 – Skeppsbron
- Storlek: 40, 5 hektar inkl del av Munksjön
- Boende: 2 300 personer
- Arbetsplatser: 900 platser
- Kommersiella ytor: 40 000 m2

Stadsdelen ligger vid Munksjöns södra strand och blir både en del av staden och ett större rekreationsområde för hela Jönköping. På sikt kan en station för höghastighetståg göra stadsdelen till en central mötesplats i regionen med arbetsplatser, konferens och evenemang. En stadsutveckling i stadsdelen Skeppsbron är möjlig redan nu, innan besked om byggnation av höghastighetståg och en eventuell station söder om Munksjön. 

### Etapp 3 – Stationsområdet
- Storlek: 23.5 hektar
- Boende: 0 personer
- Arbetsplatser: 4700 platser
- Kommersiella ytor: 31 000 m2

En framtida höghastighetsbana kan få en sträckning söder om Munksjön och med ett stationsläge i anslutning till Skeppsbron. Stadsdelen kommer ha ett blandat innehåll med fokus på service, handel, kultur och evenemang. 

### Etapp 4 – Solåsen / Fridhem
- Storlek: 63 hektar
- Boende: 0 personer
- Arbetsplatser: 1 000 platser
- Kommersiella ytor: 205 000 m2

På sikt ska den här delen av Södra munksjön utvecklas med verksamheter kopplade till höghastighetsstationen som ”back-office”, möten, kontor, utbildning, forskning, konferens samt volymhandel. De stora kvarteren mellan Barnhemsgatan och motorvägen kan på sikt rymma byggnader för evenemang, arrangemang- och eller sportarena, exempelvis för fotboll.

### Etapp 5 – Öster Munksjön
- Storlek: 119 hektar inkl del av Munksjön
- Boende: 9 700 personer
- Arbetsplatser: 4 000 platser
- Kommersiella ytor: 35 000 m2

Området öster om Munksjön kommer successivt att omvandlas där flera olika stadsdelar byggs upp. Befintlig industrimark ska ersättas med kvarter med gröna gårdar kring större parker. Parkerna och kanalerna är en viktig del av strukturen och skapar samband mellan Munksjön och Rocksjön, med sitt naturreservat. 